# Pylaisia intricata
Pylaisia intricata är en bladmossart som beskrevs av W. P. Schimper in B.S.G. 1854. Pylaisia intricata ingår i släktet aspmossor, och familjen Hypnaceae. Inga underarter finns listade i Catalogue of Life.